# Додурга

Тамга племени додурга согласно М.Кашгари

Додурга (также: дудурга, тутырка; туркм. dodurga) — историческое туркменское племя, ныне - подразделение в составе туркменской этнографической группы гёклен. Входило в состав 24-х самых ранних туркменских (огузских) племён, ведущих своё происхождение от Огуз-хана, древнего родоначальника  туркмен и героя-прародителя других тюркских народов.

## Этимология
В восточной литературе средних веков, наименование племени впервые встречается у филолога и лексикографа Государства Караханидов XI—XII вв. Махмуда аль-Кашгари в энциклопедическом словаре тюркского языка Диван лугат ат-турк в составе 22 огузских (туркменских) племён, где автор указывает его в форме тутырка:
«Огуз — одно из тюркских племён (кабиле), они же туркмены. Они состоят из 22 родов…Шестнадцатый - Тутырка…» ..
Государственный деятель и историк Государства Хулагуидов Фазлуллах Рашид ад-Дин в своём произведении «Джами ат-таварих» (Сборник Летописей), глава «Легенды об Огуз-хане. Племенное деление туркмен», упоминает додурга как одно из 24-х огузских (туркменских) племён:  
«Племена Бузук, принадлежащие правому крылу войска, и дети трёх старших сыновей, от каждого 4 сына, (всего) 12 человек... Дети Ай-хана, который был вторым сыном, 4 человека: ...Третий – Дудурга, то есть взять государство и держать в порядке.».
Также, племя додурга указано у хана и историка Хивинского ханства Абу-ль-Гази в его историческом труде «Родословная туркмен»,  при этом значение названия племени приводится как «тот, кто умеет завоевывать страны и удерживать их за собой». Додурга был третьим сыном Айхана - второго сына Огуз-хана.

## Современные потомки
В Туркменистане, древний этноним додурга сохранился в качестве одного из подразделений крупной туркменской этнографической группы гёклен. В результате миграции огузо-туркменских племён в средние века на территорию современной Турции, большие группы туркмен племени  додурга осели в различных районах Анатолии и впоследствии вошли в состав турецкого народа.